# خلية بائية غير بالغة

خلية بي ساذجة (يسار) تلتقي بفيروس A فتتحول إلى خلية بي ذاكرة تنتج أضدادًا للفيروس (يمين). توسم تلك الأضداد الفيروس فتتعرف عليه خلايا تي القاتلة وتقضي عليه.

خلية بائية غير بالغة أو خلية بائية غشيمة أو خلية بائية ساذجة (بالإنجليزية: naive B cell)‏ هي خلية بائية لم تتعرض لمستضد. وعندما تتعرض لمستضد فإما أنها تصبح خلية بي ذاكرة أو خلية بلازمية تفرز أضدادًا خاصة لقتل هذا النوع من المستضد. لا تستمر الخلايا البلازمية طويلا في الدوران مع الدم لمدة طويلة. أما خلايا بي الذاكرة فهي لا تفرز أضدادًا، وتنشط عندما تقابل مستضد تعرفت عليه من قبل.